# Qu (диграф)
Qu — диграф, используемый в орфографиях некоторых языков, использующих латинское письмо. В языках Европы буква q обычно не употребляется вне этого диграфа.

## Произношение
В латыни и английском языке произносится как [kw].
Во французском и испанском языках обозначает звук [k].